# نظام حجرة الاستطلاع التكتيكي المحمول جوا

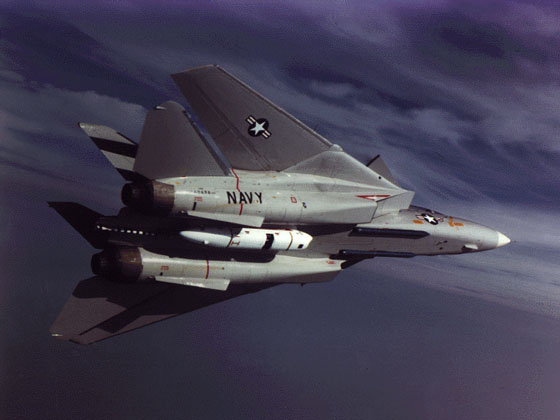

نظام حُجرة الاستطلاع التكتيكي المحمول جوًا هو عبارة عن حجرة كاميرا كبيرة ومتطورة محمولة على مقاتلة من نوع غرومان إف-14 توم كات أمريكية الصنع، وتحتوي على ثلاث حُجيرات فيها كاميرات مختلفة النوع وموجهة نحو الأسفل على الأرض. صُممت بالأصل لتوفير قدرة استطلاعية جوية مؤقتة حتى يمكن إرسال النسخة المخصصة من المقاتلة إف/آي-18 هورنت الاستطلاعية. بدأ نظام حجرة الاستطلاع التكتيكي المحمول جوًا الخدمة عند وصوله إلى الأسطول في عام 1981، وبقي قيد الاستخدام حتى نهاية مدة الخدمة في عام 2006.

## نظام حُجرة الاستطلاع التكتيكي المحمول جوًا وتوافقية توم كات
يبلغ طول الحجرة نفسها 17 قدمًا (5.2 متر) وتزن 1850 رطلًا (840 كغ)، وتُحمل على الجانب الأيمن من القناة في هيكل المحرك. كان يجب تعديل مقاتلات التوم كات إف-14آي وإف-14بي بشكل خاص لحمل الحجرة التي توجّه أسلاك التحكم من قمرة القيادة الخلفية ووصلات نظام التحكم البيئي بالحجرة. عُدلت جميع المقاتلات من طراز إف-14دي لتطوير قدرتها على احتواء نظام حجرة الاستطلاع التكتيكي المحمول جوًا، وأتاح ذلك المزيد من المرونة في جدولة الطائرات وإجراء عمليات الصيانة.

## حُجيرات الكاميرا
صُممت حجيرات الكاميرا لحمل كاميرات مختلفة لتنفيذ أدوار محددة في مهام الاستطلاع. تحتوي الحجيرة الأمامية على كاميرا يُقدر محيط البعد البؤري المتسلسل لها بستّ بوصات على حامل دوار ثنائي الموضع، ويمكنه تعديل نطاق رؤية الكاميرا للأسفل أو نقله بزاوية 45 درجة للحصول على رؤية مائلة للأمام. تحمل الحجيرة الثانية (أو الوسطى) الكاميرا البانورامية (كي آي-99) ذات البعد البؤري الذي يُقدر بتسع بوصات، والتي تدور من الأفق إلى الأفق، ويمكن استخدامها للتصوير الجانبي المائل.
يمكن أن يصل مدى الكاميرا كي آي-99 إلى 2000 قدم (610 متر) من الفيلم الذي يمكن أن يُتلف إذا لم يُعامل بعناية من قبل ضباط الاعتراض الجوي للرادار. تحمل حجيرة الكاميرا الثالثة كاميرا الماسحة الضوئية لخطوط الأشعة تحت الحمراء المستخدمة في المهام الليلية أو النهارية.

## مهمات نظام حُجرة الاستطلاع التكتيكي المحمول جوًا
يوفر نظام حجرة الاستطلاع التكتيكي المحمول جوًا القدرة لمقاتلة التوم كات على إجراء مجموعة متنوعة من المهام الاستطلاعية بما في ذلك:
- رسم الخرائط
- تقييم ضرر القنبلة قبل وبعد
- التصوير غير المباشر عن بعد معين
- مراقبة السفن البحرية

## ترقيات

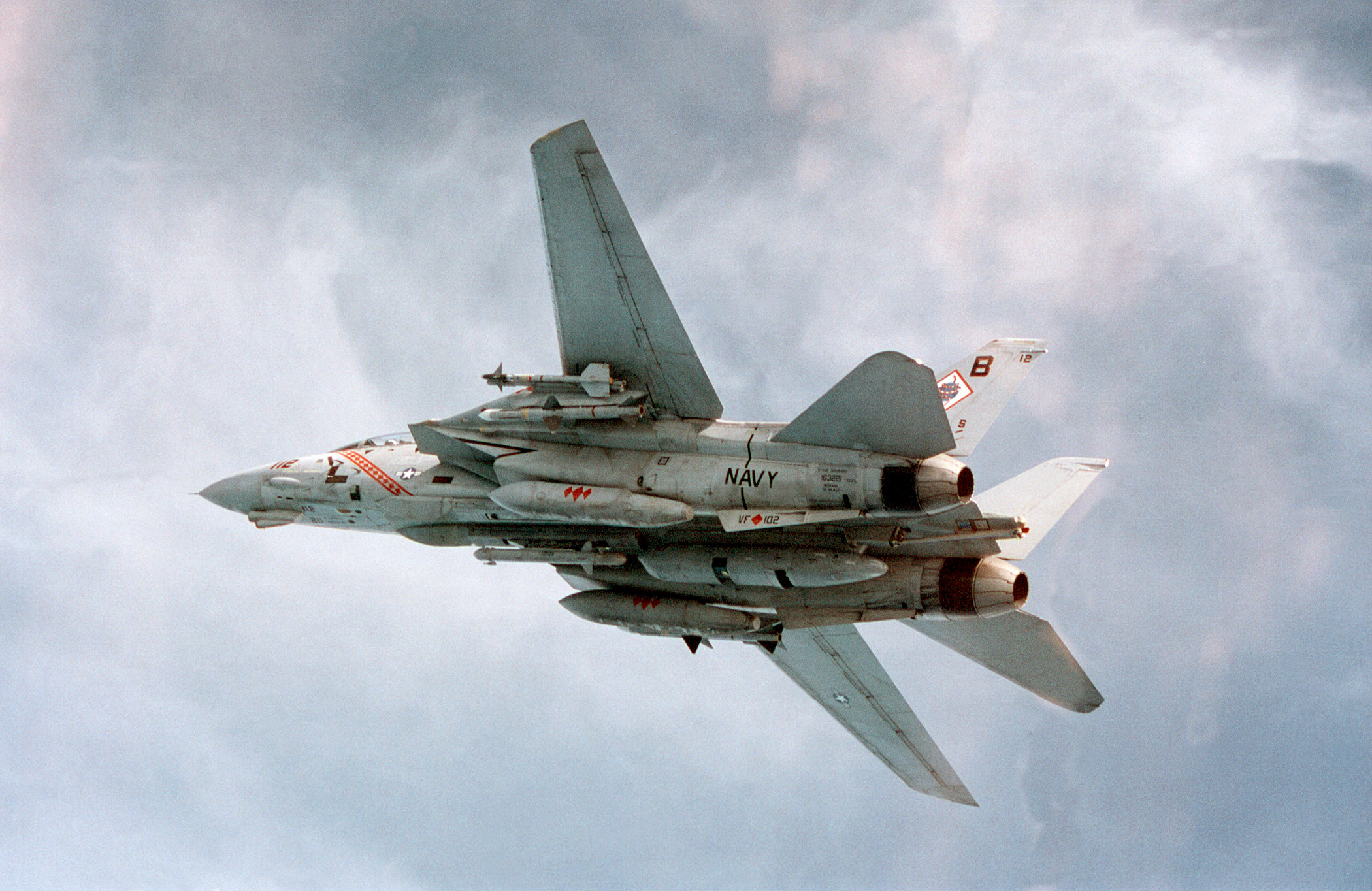
طائرة تابعة للبحرية الأمريكية

لطالما كان العمل بنظام حُجرة الاستطلاع التكتيكي المحمول جوًا مخططًا له في البداية على أن يكون حلًا مؤقتًا. أسفرت تجربة القتال بمقاتلة ڤي إف-32  في لبنان في عام 1983 إلى حصول ترقيات في مجموعة كاميرات نظام حجرة الاستطلاع التكتيكي المحمول جوًا وإلى الحفاظ على الطائرة. صُممت كاميرا كي آي-99 لتنفيذ المهام من ارتفاع يتراوح بين المنخفض والمتوسط، واضطرت مقاتلات التوم كات إلى الطيران على ارتفاع يصل إلى 10000 قدم (3000 متر) فوق المواقع النشطة للمدفعية المضادة للطائرات وصواريخ أرض جو في وادي البقاع، ومرة أخرى بواسطة كاميرا ڤي إف-32 ما أدى إلى طلب الأسطول السادس لكاميرات عالية الارتفاع، مثل تلك التي كانت متوفرة في منصات الاستطلاع المخصصة، مثل آر آي-5سي وآر إف-8 وأر إف-4.
عرّضت مهمة نظام حجرة الاستطلاع التكتيكي المحمول جوًا أولًا مقاتلة التوم كات لتهديدات المدفعية المضادة للطائرات وصواريخ أرض جو بشكل روتيني، وحفزت إجراء ترقيات للكاميرات وللطائرة نفسها أيضًا. لم تستطع أجهزة تحذير وتوجيه الرادار الحالية ونظام آي إل آر-45/50 القديم من حقبة الفيتنام من مواكبة تهديدات الإس آي-5 والإس آي-6، ويوجد كلاهما في العديد من البلدان المهددة في البحر المتوسط.

## تاريخ العمليات الحربية
تأثر نظام حُجرة الاستطلاع التكتيكي المحمول جوًا بالحرب الباردة، واستُخدم لمراقبة السفن السوفييتية في البحر وفي أماكن وقوفها في بعض الأحيان على بعد أكثر من 1000 ميل (1600 كيلومتر) عن حاملات الطائرات التي نفّذت دوريات بتكتيكات القط والفأر الكلاسيكية في تلك الحقبة.
وضع نظام حجرة الاستطلاع التكتيكي المحمول جوًا مقاتلة التوم كات في الخطر، وخصوصًا بعد عرضها على الأسطول في عام 1981. تعرضت مقاتلة التوم كات ڤي إف-102 للأذى دون قصد بواسطة المدفعية المضادة للطائرات وصاروخ أرض جو من نوع إس آي-2 فوق الصومال في نيسان عام 1983 أثناء إجراء تعيين وقت السلم قبل التمرين الكبير. قادت المقاتلة توم كات من نوع ڤي إف-32 بعض مهام نظام حجرة الاستطلاع التكتيكي المحمول جوًا لدعم غزو غرينادا بعد بضعة أشهر، ومضت للانضمام إلى مقاتلات ڤي إف-43 وڤي إف-31 في مهمات الطيران في الشرق الأوسط، واجتمعت ثلاث شركات طيران للاستجابة للأزمة في لبنان. أصبح نظام حجرة الاستطلاع التكتيكي المحمول جوًا بذلك مسؤولًا عن أول مناورة قتالية تستمر في إطلاق النار على مقاتلة توم كات عندما اشتدت الأزمة في لبنان في عام 1983.
لم يكن لنظام حجرة الاستطلاع التكتيكي المحمول جوًا أولوية في أمر المهمة الجوية خلال عملية درع الصحراء (عاصفة الصحراء) في البداية، نظرًا لتوافر الأصول الاستراتيجية مثل مقاتلات يو-2/تي آر-1 ووحدات وفيرة من آر إف-4 في القوات الجوية الأمريكية. أصبحت الأفضلية لمقاتلات توم كات في البعثات الدولية على مقاتلات آرإف-4 لأنها لا تتطلب مرافقة، وتحتاج إلى وقود أقل قبل المهمة وبعدها، واعتُبرت هذه الأسباب مصدر قلق حقيقي في ذلك الوقت. استمر استخدام نظام حجرة الاستطلاع التكتيكي المحمول جوًا بعد عاصفة الصحراء، وعُدّل التدريب لمراعاة تكتيكات الارتفاع المتوسط مثل التي استُخدمت في عاصفة الصحراء. نُفّذت غالبية مهام تدريب البعثات قبل ذلك على ارتفاع منخفض فوق البر وعلى الملاحة المائية والصور، ورُسمت الخرائط فقط من ارتفاعات متوسطة. استُخدم نظام حجرة الاستطلاع التكتيكي المحمول جوًا بشكل روتيني في عملية المراقبة الجنوبية فوق العراق، ودُعي إليها في البوسنة في عام 1995، ثم مرة أخرى في الكوسوفو في عام 1999.
استُخدم نظام حجرة الاستطلاع التكتيكي المحمول جوًا في الولايات المتحدة في عام 1993 عندما غرقت مناطق نهر المسيسيبي. طلبت الوكالة الفيدرالية لإدارة الطوارئ نقل طائرات نظام حجرة الاستطلاع التكتيكي المحمول جوًا إلى المنطقة لتحديد المواقع الأكثر تضررًا، واستُخدم لتقييم الأضرار الناجمة عن الإعصار. استُخدم أيضًا لتقييم الأضرار الناتجة عن حصار واكو في عام 1993، بالإضافة إلى الأضرار التي لحقت بمبنى ألفريد مورا الفيدرالي عقب تفجير أوكلاهوما سيتي.